# Sh2-42
Sh2-42 è una piccola nebulosa a emissione visibile nella costellazione del Sagittario.
Si individua nella parte nordoccidentale della costellazione, a circa un grado a nordovest della brillante Nube stellare del Sagittario (M24). Il periodo più indicato per la sua osservazione nel cielo serale ricade fra giugno e novembre; trovandosi a declinazioni moderatamente australi, la sua osservazione è facilitata dall'emisfero australe.
Sebbene il database SIMBAD la cataloghi come una nebulosa planetaria, si tratterebbe in realtà di una regione H II situata sul Braccio del Sagittario alla distanza di circa 2200 parsec (circa 7200 anni luce) dal sistema solare; la responsabile della ionizzazione dei suoi gas sarebbe HD 166287, una supergigante blu di classe spettrale B1Ib e una magnitudine apparente pari a 7,90. Sul catalogo Avedisova è indicata come parte di una regione di formazione stellare che comprende anche la nube molecolare 13.34 +01.00.
Se la stima di 2200 parsec è corretta, Sh2-42 sarebbe fisicamente legata all'associazione OB Sagittarius OB4, assieme alle vicine nubi Sh2-38, Sh2-40 e Sh2-41.